# Massacre de Wounded Knee
Massacre de Wounded Knee foi um massacre de nativos americanos ocorrido em 29 de dezembro de 1890, perto de Wounded Knee Creek (dacota: Čhaŋkpé Ópi Wakpála) na Reserva Indígena de Pine Ridge, pertencente ao povo dacota, no estado da Dakota do Sul, Estados Unidos.
Foi a última batalha das Guerras Indígenas. No dia anterior, um destacamento do 7.º Regimento de Cavalaria dos Estados Unidos, comandado pelo Major Samuel M. Whitside, interceptou um grupo composto por índios Miniconjou e 38 Hunkpapa que eram liderados pelo chefe tribal Spotted Elk, perto de Porcupine Butte, e acompanhou-o por 8 quilômetros a oeste até Wounded Knee Creek, onde eles fizeram um acampamento. O restante do 7.º Regimento de Cavalaria chegou, liderado por James W. Forsyth, e cercou o acampamento com o apoio de quatro canhões Hotchkiss.
Na manhã de 29 de dezembro, as tropas entraram no acampamento para desarmar os Lacotas. Uma das versões do ocorrido afirma que durante o processo de desarmamento dos Lacotas, um nativo chamado Black Coyote estava relutante em abrir mão de seus rifles, alegando que ele tinha pago muito caro por essas armas. A briga sobre os rifles de Black Coyote intensificou-se e um tiro foi disparado, o que resultou em um tiroteio provocado pela 7.ª Cavalaria de forma indiscriminada por todos os lados do local, matando homens, mulheres e crianças, bem como alguns dos seus próprios companheiros soldados. Os poucos guerreiros Lacota que ainda tinham armas começaram a atirar em resposta para os soldados que os atacavam, que rapidamente foram reprimidos pelas armas dos indígenas. Alguns Lacotas sobreviventes fugiram, mas cavaleiros dos Estados Unidos perseguiram e mataram muitos dos nativos que estavam desarmados.
No momento em que tudo acabou, pelo menos 150 homens, mulheres e crianças do povo Lacota tinham sido mortos e 51 feridos (4 homens, 47 mulheres e crianças, alguns dos quais morreram mais tarde); algumas estimativas colocam o número de mortos em 300. Vinte e cinco soldados também morreram e 39 ficaram feridos (seis dos feridos morreram mais tarde). Acredita-se que muitos foram vítimas de fogo amigo, já que o tiroteio ocorreu em uma estreita faixa e em condições caóticas. Pelo menos vinte dos soldados foram agraciados com uma Medalha de Honra. O local do massacre foi designado como um Marco Histórico Nacional.
O campo de batalha foi designado, em 15 de outubro de 1966, um local do Registro Nacional de Lugares Históricos bem como, em 21 de dezembro de 1965, um Marco Histórico Nacional.